# روزرویل (پنسیلوانیا)
روزرویل (به انگلیسی: Rouzerville) یک منطقهٔ مسکونی در ایالات متحده آمریکا است که در شهرستان فرانکلین، پنسیلوانیا واقع شده‌است. روزرویل ۱٫۷ کیلومتر مربع مساحت و ۹۱۷ نفر جمعیت دارد و ۲۱۹٫۴۶ متر بالاتر از سطح دریا واقع شده‌است.